# Tolidopalpus
Tolidopalpus là một chi bọ cánh cứng trong họ Mordellidae.
Chi này được Ermisch miêu tả khoa học năm 1952. De typersoort van het geslacht is Tolidopalpus castaneicolor.

## Các loài
Chi này gồm các loài:
- Tolidopalpus bimaculatus Shiyake, 1997
- Tolidopalpus castaneicolor Ermisch, 1952
- Tolidopalpus galloisi (Kôno, 1932)
- Tolidopalpus kalimantanensis Shiyake, 1995
- Tolidopalpus nitidicoma (Lea, 1929)[3][4]
- Tolidopalpus sakaii Shiyake, 1997